# Willie Moretti
Guarino „Willie“ Moretti (* 4. Juni 1894 in New York City; † 4. Oktober 1951 in Cliffside Park, New Jersey) war ein US-amerikanischer Mafioso und Unterboss desjenigen Mafia-Clans aus New York City, welcher später als Genovese-Familie klassifiziert wurde. Möglicherweise lautete sein Vorname auch Guarano.
Aus frühen Kindheitstagen war Moretti ein Freund von Frank Costello, der auch sein Trauzeuge wurde. Als Frank Costello einen Sitz im National Crime Syndicate erhielt, überließ er Moretti New Jersey. Mit der Hilfe von Joe Adonis überzog Moretti die Küste und den Norden von New Jersey mit unzähligen Spielhöllen für illegales Glücksspiel. Beide wurden dadurch wohlhabend. Das Kronjuwel war dabei der Marine Room im Riviera Nightclub in Fort Lee, Bergen County (New Jersey). Die Show im protzigen Ambiente konnte mit einem Verzehrzwang von zwei Getränken frei betreten werden, aber in besagten Hinterzimmern wurde Glücksspiel im großen Stil betrieben.
Als 1950 Morettis Erkrankung an Syphilis in ihr letztes Stadium eintrat, in dem das Gehirn angegriffen wird, befürchtete die „Commission“, der oberste Exekutivrat der amerikanischen Mafia, er würde irgendwann zu reden anfangen. Während einer Vorladung am 13. Dezember 1950 vor der Kefauver Kommission, einem Ausschuss des Senats unter Senator Estes Kefauver, hatte Moretti die Existenz der Mafia in den USA zugegeben.
Willie Moretti wurde im Oktober 1951 in einem Restaurant in Cliffside Park in New Jersey von drei Killern Albert Anastasias erschossen. Nach seinem Tod wurde Vito Genovese neuer Unterboss der später (unter seiner Führung als Oberhaupt) nach ihm benannten Genovese-Familie.